# احسان

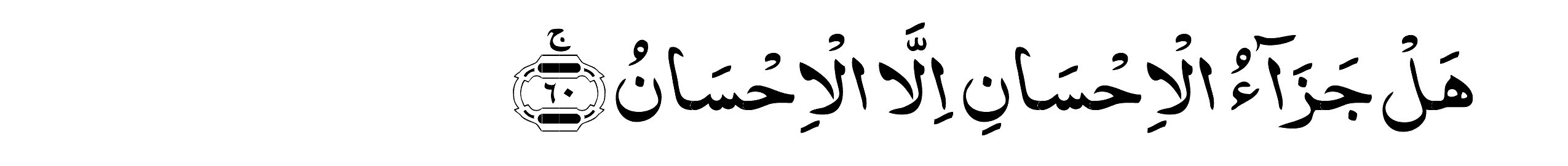
آیه قران در مورد احسان: «سوره الرحمن، آیه ۶۰». ترجمه: «آیا پاداش نکویی و احسان، جز نکویی و احسان است؟»

احسان یک اصطلاح عربی به معنی کمال یا برتریست که به نیکی (عربی: حُسن) (یا خِیر مخالف شر) مربوط می‌شود. این یک امر مهم از رسیدن به ایمان درونی شخصی و نشان دادن آن در کردار و رفتار است، یک حس مسئولیت اجتماعی که شخص را نسبت به ارتکاب جرم دینی (گناه) صبور نگاه می‌دارد. در اسلام احسان یک وظیفهٔ مسلمانی برای به‌دست آوردن کمال یا برتری در عبادت است؛ مانند مسلمانانی که خدا را چنان عبادت می‌کنند که انگار او را می‌بینند در حالی که آن‌ها نمی‌توانند او را ببینند (رسیدن به این باور که خدا از ماده ساخته نشده‌است.) آن‌ها مسلماً باور دارند که خدا دائماً در حال نگاه کردن به آن هاست. این تعریف از یک حدیث می‌آید (که به عنوان حدیث جبرئیل شناخته شده‌است.) به طوری که محمد توضیح می‌دهد که، احسان پرستش خداست، آنچنان که انگار او را می‌بینی، و اگر تو نمی‌توانی او را ببینی، همانا او تو را می‌بیند. (مسلم بن الحجاج و محمد بخاری).
احسان به معنی انجام دادن چیزهای عالی، یکی از ابعد سه گانهٔ دین اسلام است: اسلام، ایمان و احسان. در مقابل تأکیدهای اسلام (کدام کار بهتر است انجام شود) و ایمان (چرا بهتر است انجام شود) عقیدهٔ احسان ابتدایی و همراه با قصد است. کسی که آنچه را عالی است انجام می‌دهد "محسن" نامیده می‌شود. این به‌طور معمول جا افتاده است که شخص می‌تواند به احسان درست با کمک و هدایت الله، کسی که بر همه چیز حکومت می‌کند، دست یابد.
برخی مکاتب اسلامی احسان را به عنوان ابعاد درونی اسلام توصیف می‌کنند در حالی که شریعت اغلب ابعاد بیرونی را شرح می‌دهد.

در اول بحث بهتر است روشن شود که نه تنها هر مسلمانی مؤمن (جزو مؤمنین و مؤمنات) است، بلکه هر انسان مؤمنی یک مسلمان است. به‌علاوه هر مسلمانی که به تمامی اصول اسلام اعتقاد دارد لزوماً انسان نیکوکاری نیست. یک نیکی‌کننده (محسن)، جز یک شخص خوب و نیکوکار به‌طور صادقانه که هم یک مسلمان است و هم یک مومن حقیقیست، نیست.
احسان شکل بالاتری از عبادت را تشکیل می‌دهد که در کار و بازخوردهای اجتماعی عالیست. برای مثال، احسان صداقت در نماز و شکرگزار والدین، خانواده و خداوند بودنِ مسلمان را شامل می‌شود.
این واژه در قرآن نیز آمده است:

إِنَّ اللّهَ یَأْمُرُ بِالْعَدْلِ وَالإِحْسَانِ وَإِیتَاء ذِی الْقُرْبَی وَیَنْهَی عَنِ الْفَحْشَاء وَالْمُنکَرِ وَالْبَغْیِ یَعِظُکُمْ لَعَلَّکُمْ تَذَکَّرُونَ  (معنی: در حقیقت خدا به عدالت و نیکوکاری و بخشش به خویشاوندان فرمان میدهد و از کار زشت و ناپسند و ستم باز میدارد به شما اندرز میدهد باشد که پند گیرید ) 

هَلْ جَزَاء الْإِحْسَانِ إِلَّا الْإِحْسَانُ (معنی: آیا جزای نیکی جز نیکیست؟!) 
احسان همچنین یک نام پسرانه در جهان اسلام و ایران است.

## همچنین ببینید
- آمین
- ابابیل
- اخلاق اسلامی
- استحسان
- استغفار
- الحمد لله
- اللهم
- انفاق
- بسم الله الرحمن الرحیم
- بیت‌المال
- حسینیه
- رجعت
- رسول